# Palacio (Madrid)
Palacio és un dels 6 barris que formen el districte Centro de Madrid. Dins la delimitació del barri s'hi troba el Palau Reial de Madrid i el Teatre Reial de Madrid. Limita al nord amb el barri d'Universidad (Centro) i d'Argüelles (Moncloa-Aravaca), l'est amb els barris de Sol i Embajadores (ambdós del districte Centro), al sud amb els barris Imperial i Las Acacias (Arganzuela) i a l'oest la M-30 el separa de la Casa de Campo.
El barri està limitat per la Cuesta de San Vicente, el carrer Segovia, la Ronda de Segovia, el carrer Toledo i la Gran Via de Madrid.